# ناپل (یوتا)
ناپل (به انگلیسی: Naples) شهری در ایالت یوتا کشور ایالات متحده آمریکا است که جمعیت آن در سرشماری سال ۲۰۱۰ میلادی، ۱٬۷۵۵ نفر بوده‌است.